# Iglesia de San Andrés (Añastro)
La iglesia de San Andrés es un edificio situado en la localidad española de Añastro, en la provincia de Burgos.

## Descripción
El edificio se encuentra en la localidad española de Añastro, del municipio de Condado de Treviño, perteneciente a la provincia de Burgos, en la comunidad autónoma de Castilla y León. Se menciona como iglesia parroquial del lugar en el segundo volumen del Diccionario geográfico-estadístico-histórico de España y sus posesiones de Ultramar de Pascual Madoz, donde aparece descrita con las siguientes palabras:

hay una bella igl. parr. de una sola nave, sostenida por medio con un sólido arco, escepto el presbiterio y coro antiguo, que son dos pequeñas naves separadas de la principal: toda su pared interior y esterior es de piedra sillería y lo mismo sus bóvedas: cuenta 5 hermosos altares, de los cuales el mayor está dedicado á San Andres apóstol, que es su patrono y titular; su pavimento se halla perfectamente enlosado de piedra franca, y su torre cuenta 120 pies de elevacion, conteniendo dos campanas bastante gruesas, tres esquilones y un reloj con cuerda para 8 dias, fabricado en el año de 1844: la igl. está servida por un cura párroco de presentacion del diocesano, y por tres beneficiados que alternan en el servicio de la misma.
(Madoz, 1846, p. 353)